# Borbjerg
Borbjerg er en landsby i det nordlige Vestjylland med 460 indbyggere  (2024). Borbjerg er beliggende ni kilometer syd for Vinderup og 13 kilometer nordøst for Holstebro.
Byen ligger i Region Midtjylland og hører under Holstebro Kommune. Borbjerg er beliggende i Borbjerg Sogn.
Borbjerg Kirke er beliggende i byen.
Borbjerg Mølle Kro er beliggende ved Borbjerg Møllesø.
I 2010 blev der anlagt en stor multi-hal bag skolen. Hallen er med til at samle byen med mange sportstilbud. Samtidig har man også anlagt en såkaldt fodbold-golf bane uden for byen.